# Neritos purpurescens
Neritos purpurescens är en fjärilsart som beskrevs av Rothschild 1909. Neritos purpurescens ingår i släktet Neritos och familjen björnspinnare. Inga underarter finns listade i Catalogue of Life.